# Полежаева (деревня)
Полежаева — посёлок в Черемховском районе Иркутской области России. Входит в состав Голуметского муниципального образования. Находится примерно в 53 км к западу от районного центра.

## Население
| 2002 | 2010 | 2011 | 2012 |
| ---- | ---- | ---- | ---- |
| 68   | ↘54  | →54  | ↗55  |